# Hobbs’ Angel of Death
Hobbs’ Angel of Death ist eine australische Thrash-Metal-Band aus Melbourne, die im Jahr 1986 gegründet, 1996 aufgelöst und 2002 neu gegründet wurde. Sie ist eine der ersten australischen Bands des Genres. Bisher veröffentlichte die Band die beiden Alben Hobbs’ Angel of Death (1988) und Inheritance (1995) sowie die Kompilation Hobbs’ Satan’s Crusade (2003).

## Geschichte
Die Band wurde im Januar 1987 in Melbourne gegründet, wobei es anfangs nur als Soloprojekt von ex-Tyrus-Gitarrist Peter Hobbs gedacht war. Kurze Zeit später kamen die Ex-Nothing-Sacred-Mitglieder Karl Lean (E-Bass), Sham Littleman (Schlagzeug) und Mark Woolley (E-Gitarre) zur Besetzung. Es folgte die Aufnahme der ersten beiden Demos Angel of Death und Virgin Metal Invasion from Down Under, wodurch die Aufmerksamkeit von verschiedenen Labels aus Übersee erregt wurde. Sie war eine der ersten australischen Bands, die europäischen Thrash Metal spielte.
Im Februar und März 1988 begab sich die Band in die Musiclab Studios in Berlin, um ihr Debütalbum Hobbs’ Angel of Death aufzunehmen. Das Album wurde von Harris Johns produziert, wurde im Juli über das deutsche Label Steamhammer Records veröffentlicht und erreichte vor allem im europäischen Raum gute Verkaufszahlen. Neben Hobbs und Woolley waren Bassist Philip Gresik und Schlagzeuger Darren McMaster-Smith auf dem Album zu hören. Im Jahr 1989 ging die Band auf Tour, wobei Bruno Canziani das Schlagzeug und Dave Frew den Bass besetzte.
Das zweite Album Inheritance wurde im Jahr 1995 veröffentlicht. Das Album wurde jedoch ausschließlich in Australien veröffentlicht. Die Band trennte sich kurz nach der Veröffentlichung des Albums.
Im Jahr 2002 fand die Band wieder zusammen und veröffentlichte eine Kompilation, auf der zwei frühe Demos zu hören waren. Die Band spielte eine Europatournee, die auch ein Auftritt auf dem Wacken Open Air einschloss. Auf der Tournee spielte die Band zusammen mit Gruppen wie Destruction und Mayhem. Im Juli 2003 verließ Keyboard Talie Hélène die Band, obwohl sie nie zusammen mit der Band eine Aufnahme getätigt oder ein Konzert gespielt hatte. Sie gründete ihre eigene Band namens Stone Maiden. Danach erreichte die Band einen Vertrag mit Modern Invasion Music.

## Stil
Die Band spielt klassischen Thrash Metal, der als eine Mischung aus alten Werken von Slayer und dem Album Extreme Aggression von Kreator beschrieben wird.

Bandmitglieder beim  Free & Easy Festival 2014
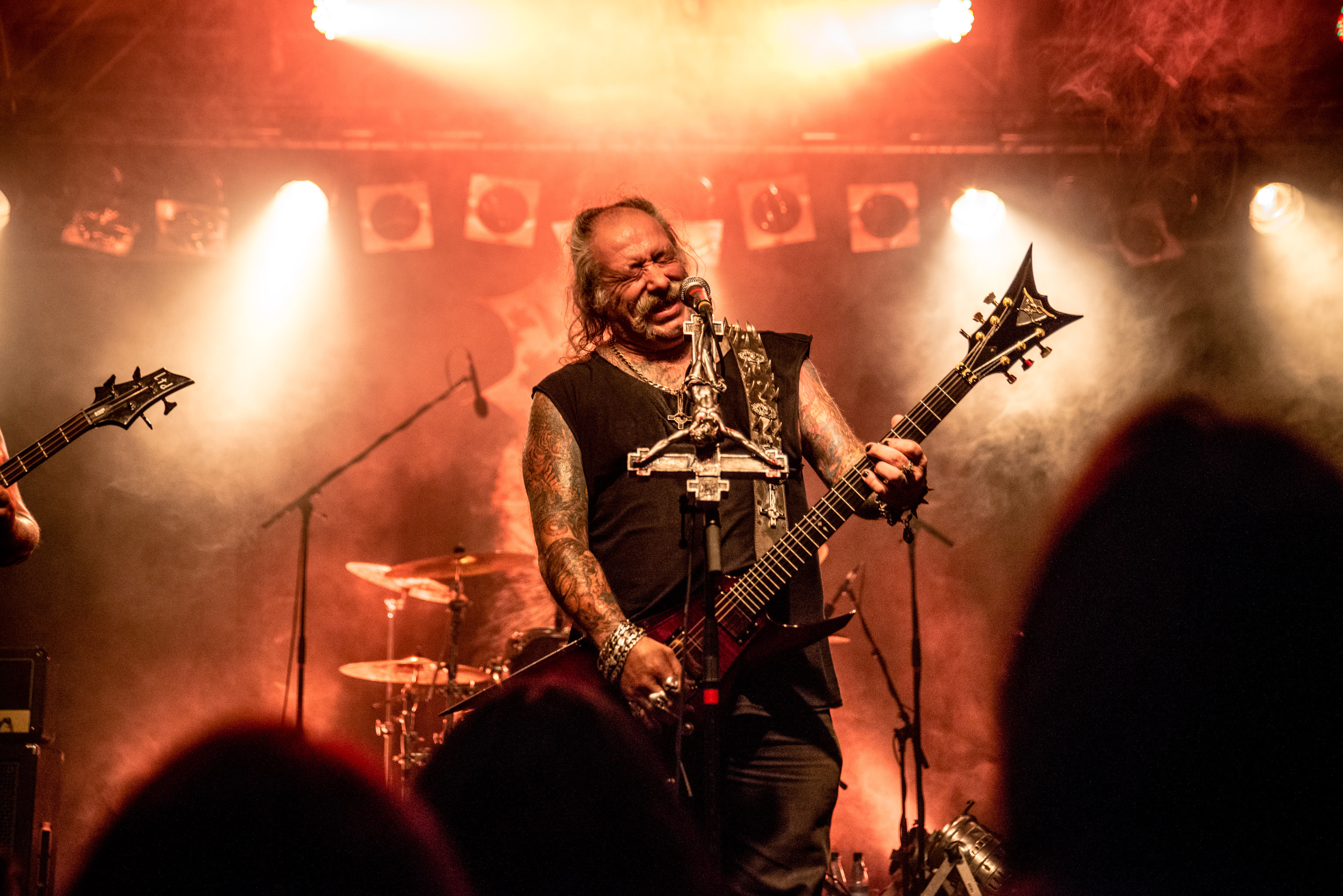
Peter Hobbs
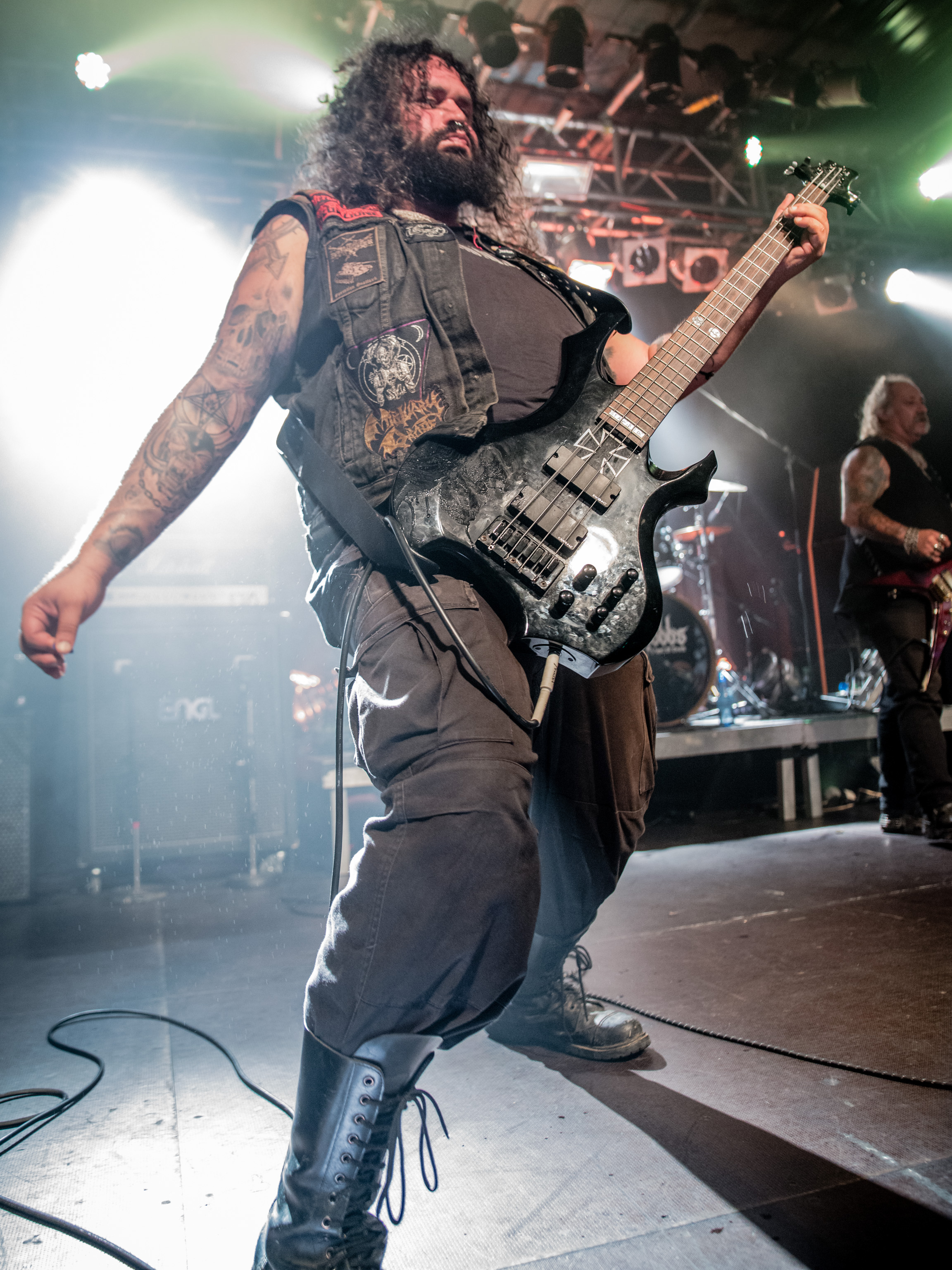
Jason Saunders
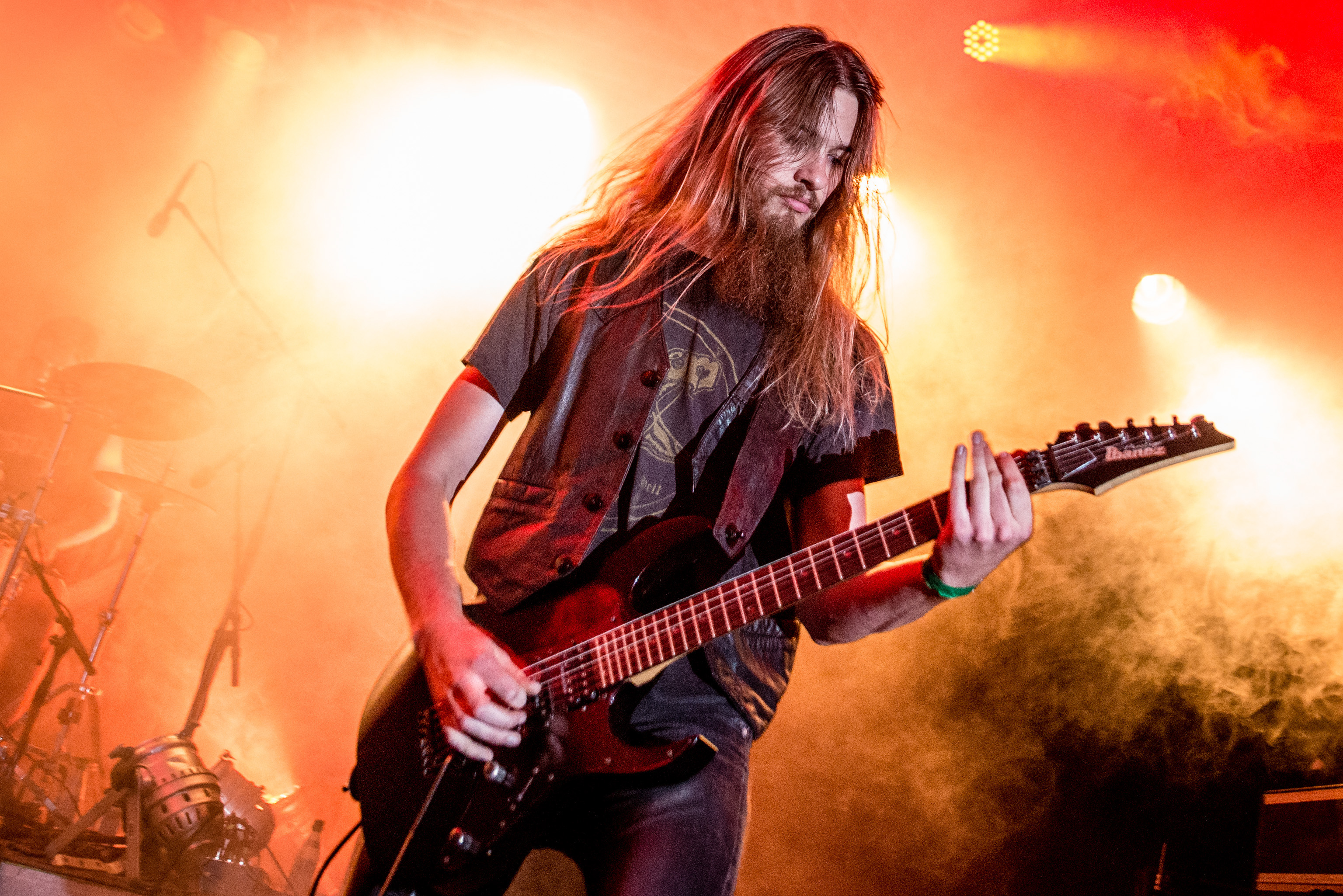
Jay Sanders

## Diskografie

### Alben
- 1988: Hobbs’ Angel of Death (Steamhammer Records)
- 1995: Inheritance (Def Records)
- 2016: Heaven Bled (Hells Headbangers Records)

### Demos
- 1987: Virgin Metal Invasion from Down Under (Eigenveröffentlichung)
- 1987: Angel of Death (Eigenveröffentlichung)

### Split-Veröffentlichungen
- 1988: Demolition – Scream Your Brains Out! (Mit Leviathan, Aftermath, Anacrusis und Atrophy, Chain Reaction Records)

### Kompilationen
- 2003: Hobbs’ Satan’s Crusade (Modern Invasion Music)